# Mokra robota (film 2007)
Mokra robota – amerykańska komedia kryminalna z 2007 roku.

## Główne role
- Ben Kingsley – Frank Falenczyk
- Téa Leoni – Laurel Pearson
- Luke Wilson – Tom
- Dennis Farina – Edward O'Leary
- Philip Baker Hall – Roman Krzeminski
- Bill Pullman – Dave
- Marcus Thomas – Stef Krzeminski
- Scott Heindl – James Doyle

## Fabuła
Frank Falenczyk to Polak pracujący w Buffalo. Jest cynglem w polskiej mafii. Jednak nadużywa alkoholu. Kiedy podczas akcji Falenczyk zasypia na kacu, jego szef wysyła go do San Francisco, żeby zerwał z nawykiem, pozbierał się i zerwał kontakty z mafią. Pracuje w kostnicy, uczęszcza w AA, poznaje swoją miłość. Jednak Frank dostaje cynk, żeby wracał do Buffalo.